# Leslie Santos
Leslie George Santos (Hong Kong, 20 luglio 1967) è un ex calciatore ed ex giocatore di calcio a 5 hongkonghese.
Di origini britanniche e portoghesi, è considerato uno dei migliori centrocampisti nella storia calcistica del protettorato di Hong Kong.

## Carriera
Santos ha giocato a lungo nella South China Athletic Association (1983-1997), ottenendo per due volte il premio di "calciatore dell'anno". Ha chiuso la carriera nel Sun Hei, che ha poi iniziato ad allenare. A questo si aggiunge l'attività giornalistica per l'Oriental Daily e la gestione di una scuola calcio. 
Come massimo riconoscimento in carriera vanta la partecipazione, con la Nazionale maschile di calcio a 5 di Hong Kong, al FIFA Futsal World Championship 1992 in cui i padroni di casa, qualificati di diritto come paese organizzatore, sono stati eliminati nel girone del primo turno.